# Thomas-Claude Renart de Fuchsamberg
Pour les articles homonymes, voir Renard.
Cet article concerne Thomas-Claude Renart de Fuchsamberg. Pour son fils, voir Claude-Thomas Renart de Fuchsamberg.
Thomas-Claude Renart de Fuchsamberg, 1er marquis d'Amblimont, né le 21 mars 1642 à Mouzon (Champagne) et mort au Fort-Royal de la Martinique le 17 août 1700, est un aristocrate et officier de marine français du XVIIe siècle. Chef d'escadre dans la Marine royale, il termine sa carrière gouverneur général des îles d'Amérique (Antilles françaises).

## Biographie

### Origines
Thomas-Claude Renart de Fuchsamberg appartient à la famille Renart de Fuchsamberg, seigneurs de la Tournelle, de Moncy, d'Amblemont et de Rubigny, en Champagne. Bourgeoise, la famille se faisait passer pour noble et originaire de Saxe,. Elle a donné au royaume de France plusieurs officiers de marine.
Son frère, Jean-Baptiste Renart de Fuchsamberg, né à Mouzon, est abbé commendataire de l'Abbaye Sainte-Marie-Madeleine de Longwé, Ordre des chanoines réguliers de Prémontré, près le Chesne-le-Populeux. Il meurt le 3 mars 1685.
Son fils Claude-Thomas sera chef d'escadre et son petit-fils, Claude-Marguerite, contre-amiral.

### Carrière militaire

#### Jeunesse et débuts
Ayant perdu successivement son père au siège de Mouzon, en septembre 1653, et son frère aîné à celui de Valenciennes, en 1656, pendant la guerre franco-espagnole, il hérite ainsi de la terre d'Amblimont, près Mouzon, et de leur grade de capitaine d'infanterie au régiment de Grandpré, grâce à l'intervention de son oncle, le président Renart. Il intègre ce régiment le 20 septembre 1656.
Le 30 octobre 1663, il passe dans la Marine royale avec le grade de lieutenant de vaisseau.

#### Guerre de Hollande

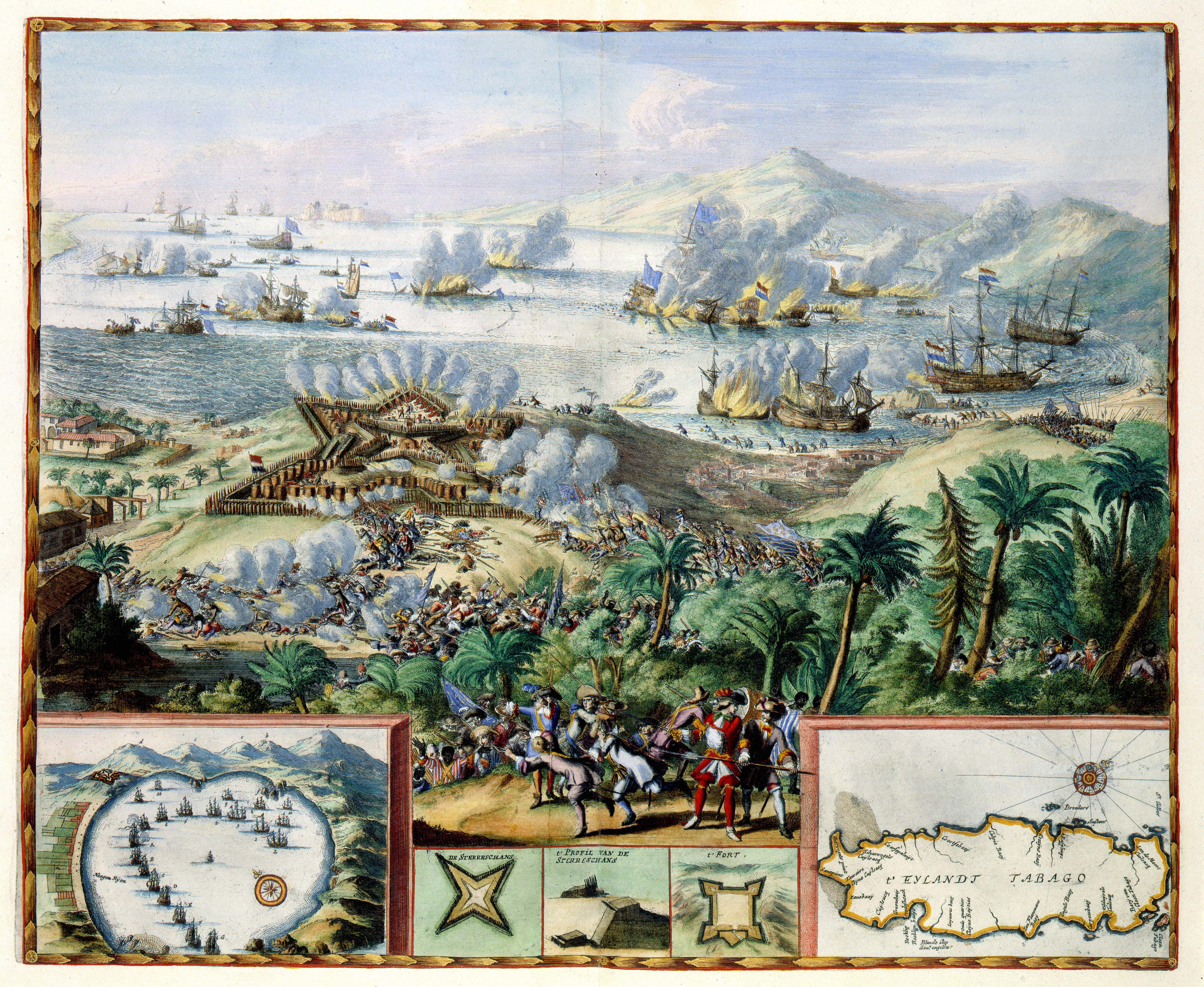
La bataille de Tabago, en 1677.

Promu capitaine de vaisseau en 1669 à Rochefort. La même année, il fait partie de l'expédition de Candie, en qualité d'aide de camp du marquis d'Alméras, lieutenant général des armées navales.
Il se distingue en particulier par sa belle défense de la Martinique, en 1674, en repoussant avec son seul vaisseau Les Jeux, l'attaque du Grand Ruyter contre le Fort-Royal de la Martinique. L'amiral hollandais était venu attaquer l'île avec 40 bâtiments de guerre, dont 17 vaisseaux, et avait débarqué 4 000 hommes près de Fort-Royal. Mais, devant la résistance des 300 Français, soutenus par le feu de 5 vaisseaux mouillés dans la baie, ses troupes sont obligées de se retirer. Le plus fort de ces bâtiments, Le Tonnant, de 40 canons, commandé par le marquis d'Amblimont, tue ou blesse, à lui seul, près de 1 200 hommes,. Louis XIV fait frapper une médaille pour perpétuer le souvenir de ce fait d'armes. La même année, il est créé premier marquis d'Amblimont par lettres patentes.
En 1677, Amblimont est envoyé en croisière en mer des Antilles, sur L'Alcyon faisant partie de l'escadre du comte d'Estrées. C'est ainsi qu'il assiste à la prise de Tabago, le 3 mai 1677. L'année suivante, il dissuade en vain le comte d'Estrées de passer près des Isla de Aves. Il connaissait parfaitement les parages de l'Amérique, et, s'il avait été écouté, le naufrage de la flotte française aurait pu être évité,.
En 1680, le marquis d'Amblimont est doté d'une commanderie de l'ordre de Saint-Lazare. En 1683, il embarque avec le célèbre corsaire Jean Bart, sur Le Modéré, et contribue à la prise de deux vaisseaux espagnols dans le voisinage de Cadix. Le 28 juin 1686, sur le même vaisseau, il fait partie d'une petite escadre commandée par le chef d'escadre Job Forant, mais la paix ayant été signée entre-temps, ils sont contraints de les relâcher. Il se signale à nouveau dans un combat près du cap Finisterre.

#### Guerre de la Ligue d'Augsbourg
Il se distingue à nouveau, au début de la guerre de la Ligue d'Augsbourg, le 27 juillet 1689, au large du Texel. Commandant Le Profond, avec 4 frégates sous ses ordres, il engage le combat contre 5 vaisseaux hollandais il en coule deux, en brûle un troisième et en capture un quatrième. Le 10 juillet 1690, il est à la bataille du cap Béveziers sous les ordres du maréchal de Tourville.
Le 29 mai 1692, il prend part, sur Le Victorieux, à la bataille de la Hougue, ce qui lui vaut d'être promu au grade de chef d'escadre en janvier 1693. Il est fait Commandeur de l'ordre royal et militaire de Saint-Louis, à la création de l'ordre et 1693.

#### Gouverneur des îles d'Amérique
Il est nommé gouverneur général des Antilles françaises le 19 septembre 1696, mais ne prend ses fonctions qu'une fois arrivé dans les îles en mars 1697, et occupe ce poste jusqu'à sa mort. Durant son mandat, il doit faire face à diverses tentatives d'occupation de la Dominique et de Sainte-Lucie par les Anglais. Ces îles sont à cette période et depuis le traité de Basse-Terre du 31 mars 1660 considérées comme neutres et laissées comme telles aux Caraïbes. Grâce à ses interventions, les Anglais renoncent.
Il meurt de la « maladie de Siam » au Fort-Royal de la Martinique le 17 août 1700, à l'âge de 58 ans.

## Postérité
Sa veuve, Marie-Louise de Balarin, fait graver l'épitaphe suivante sur un pilier de la nef de l'église des bénédictins de Mouzon :

« Ci-gît le cœur de Messire Claude Renart, seigneur d'Amblimont, commandeur de l'ordre militaire de Saint-Louis, chef d'escadre des armées navales, et lieutenant-général pour le Roi, aux îles de terre-ferme de l'Amérique; qui a été en exécution de son testament, apporté du fort royal de la Martinique, en cette église. Pendant les 44 années qu'il a servi Sa Majesté par mer et par terre, il s'est signalé en toutes les actions générales, a été grièvement blessé en plusieurs endroits, et a remporté la victoire dans toutes les actions où il a commandé. En 1684, avec un seul vaisseau de 26 canons, il a, en l'ile de la Martinique, repoussé la descente de 3 000 hommes, et a chassé la flotte hollandaise de 46 vaisseaux de haut-bord, commandée par l'amiral Ruyter, et de sa main arraché l'étendard des Etats, tué l'officier qui le gardait, et par sa valeur a sauvé tous les pays qui sont en Amérique sous la domination du roi. En 1684, avec quatre vaisseaux, il en a battu au Texel, cinq hollandais, beaucoup supérieurs, desquels il en a brûlé deux, pris autant, et coulé à fond le cinquième. Les ennemis de l'état l'ont redouté; ceux qui ont servi sous lui l'ont aimé, suivi et imité. Les peuples de son gouvernement l'ont regardé comme leur père; les sauvages, excités par sa piété et par sa douceur, ont embrassé la foi et se sont soumis à l'obéissance du Roi. Sa patrie a perdu un support ; sa mort arrivée trop tôt, le 17 août 1700, en la 59e année de son âge, le fait regretter universellement. »

Pour ses biographes, il laisse « la réputation d'un des marins les plus braves et les plus expérimentés du grand siècle »

### Descendance
Il épouse en janvier 1688, Catherine Balarin de Parisot, dont: 
- Claude-Thomas Renart de Fuchsamberg, marquis d'Amblimont (1690-1772), chef d'escadre